# Ангинешти (Арђеш)
Ангинешти (рум. Anghinești) насеље је у Румунији у округу Арђеш у општини Бајикулешти. Oпштина се налази на надморској висини од 383 m.

## Становништво
Према подацима из 2002. године у насељу је живело 291 становника, од којих су сви румунске националности.